# Mourir pour des idées
Pistes de Fernande
Quatre-vingt-quinze pour cent
Mourir pour des idées est une chanson de Georges Brassens parue en 1972 sur l'album Fernande.

## Propos du texte
Brassens en fait une réponse aux réactions suscitées  par sa chanson Les Deux Oncles dans laquelle il renvoyait dos à dos les partisans des deux camps de la Seconde Guerre mondiale[style à revoir]. Elle traite de l'absurdité du fanatisme sur un ton désinvolte, comme son leitmotiv « Mourons pour des idées, d'accord, mais de mort lente ». 
Cette chanson illustre la facette anarchiste et antimilitariste de Brassens, ainsi que sa défiance envers toute idéologie : refusons de suivre aveuglément tel ou tel étendard, celui des sectes porteuses d'idées belliqueuses et que l'on « voit venir avec leurs gros drapeaux ». Défiance qui a pu lui être reprochée, même longtemps après sa disparition,. 
C'est une de ses rares chansons de nature fortement politique.
En italien, la chanson a été traduite par Fabrizio De André et est contenue dans l'album Canzoni  (1974).

## Musiciens
- Chant, guitare : Georges Brassens
- Contrebasse : Pierre Nicolas
- Seconde guitare : Joël Favreau